# Сілвен-Спрингс (Алабама)
Сілвен-Спрингс (англ. Sylvan Springs) — місто (англ. town) в США, в окрузі Джефферсон штату Алабама. Населення — 1653 особи (2020).

## Географія
Сілвен-Спрингс розташований за координатами 33°31′43″ пн. ш. 87°1′52″ зх. д. / 33.52861° пн. ш. 87.03111° зх. д. (33.528628, -87.031206).  За даними Бюро перепису населення США в 2010 році місто мало площу 22,50 км², уся площа — суходіл.

## Демографія
Згідно з переписом 2010 року, у місті мешкали 1542 особи в 611 домогосподарстві у складі 463 родин. Густота населення становила 69 осіб/км².  Було 650 помешкань (29/км²).
Расовий склад населення:
| - 97,3 % — білих - 1,4 % — чорних або афроамериканців - 0,5 % — корінних американців |

До двох чи більше рас належало 0,7 %. Частка іспаномовних становила 0,5 % від усіх жителів.
За віковим діапазоном населення розподілялося таким чином: 20,4 % — особи молодші 18 років, 59,9 % — особи у віці 18—64 років, 19,7 % — особи у віці 65 років та старші. Медіана віку мешканця становила 45,2 року. На 100 осіб жіночої статі у місті припадало 87,6 чоловіків;  на 100 жінок у віці від 18 років та старших — 87,8 чоловіків також старших 18 років.
Середній дохід на одне домашнє господарство  становив 65 377 доларів США (медіана — 56 630), а середній дохід на одну сім'ю — 71 100 доларів (медіана — 60 700). За межею бідності перебувало 5,3 % осіб, у тому числі 4,7 % дітей у віці до 18 років та 5,1 % осіб у віці 65 років та старших.
Цивільне працевлаштоване населення становило 683 особи. Основні галузі зайнятості: освіта, охорона здоров'я та соціальна допомога — 24,3 %, виробництво — 20,6 %, будівництво — 11,0 %, транспорт — 7,9 %.